# Henry F. Thomas
Henry Franklin Thomas, född 17 december 1843 i Jackson County, Michigan, död 16 april 1912 i Allegan i Michigan, var en amerikansk politiker (republikan). Han var ledamot av USA:s representanthus 1893–1897.
Thomas tillträdde 1893 som kongressledamot och efterträddes 1897 av Edward L. Hamilton. Hans grav finns på Forest Hill Cemetery i Ann Arbor.